# Monhystera simplex
Monhystera simplex är en rundmaskart som beskrevs av De Man 1880. Monhystera simplex ingår i släktet Monhystera och familjen Monhysteridae. Inga underarter finns listade i Catalogue of Life.